# Mario Borgoni

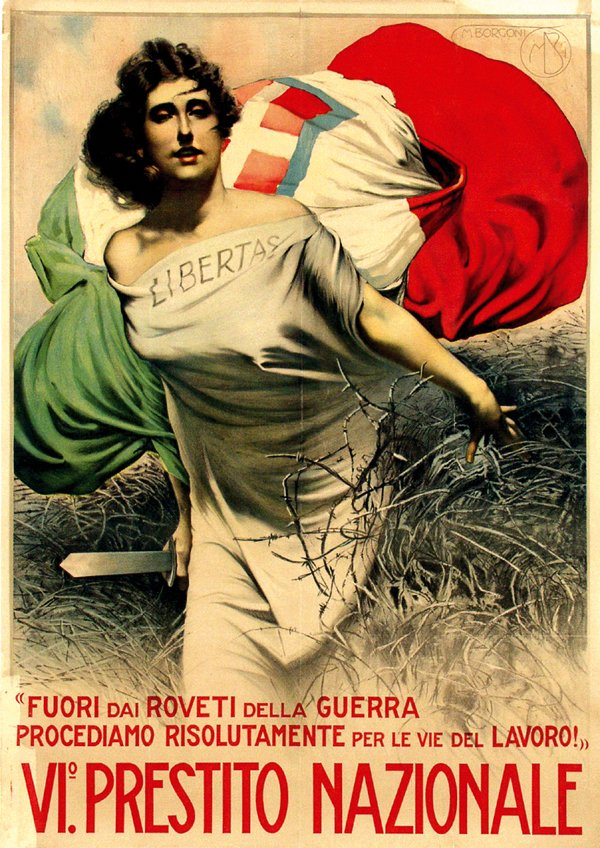
Locandina sponsorizzatrice del Prestito nazionale: “Fuori dai Roveti della Guerra”.

Mario Borgoni (Pesaro, 24 luglio 1869 – Napoli, 1931 o '36) è stato un pittore, illustratore, grafico, figurinista e pubblicitario italiano.

## Biografia
Vero nome Mariano, nacque a Pesaro, si trasferì nella città partenopea ove si sposò con l'amatissima Lilliana che gli diede due figli (Renato e Vittorio), e che usò come modella per molte sue opere, in particolare si ricorda il manifesto per la promozione del Prestito Nazionale. Studiò al Regio Istituto delle Belle Arti, dove fu allievo di Ignazio Perricci. Più avanti vi insegnerà lui alla cattedra d'ornato.
Si dedicò tanto alla pittura verista e di scena, ritraendo spesso donne, quanto alla cartellonistica da reclamo.
Frequentò il pittore Domenico Morelli.

## Opere
- Spensieratezza, soggetto del 1922, esposto alla "Primaverile" di Firenze.[1]
- Affreschi della sala da pranzo al Palazzo Reale di Monza.[2]
- Volta del Salone Margherita di Napoli.[2]